# Борис Данков (художник)
 Тази статия е за художника.  За писателя вижте Борис Данков.  
Борис Данков Иванов е български художник, професор.

## Биография
Роден е на 19 август 1906 г. в с. Казачево, Ловешко. През 1926 г. Завършва Държавно педагогическо училище „Княз Борис Търновски“ (Ловеч) (1926) и специалност живопис в Художествената академия, София (1931).
Работи като стажант-учител в Трета образцово мъжка гимназия, София (1931-1932), Основно училище с. Вулкан, директор на Основно училище с. Стайчовци, Трънско (1932-1933), учител в Смесена гимназия „Цар Борис III”, Ловеч (1933-1942), Мъжка гимназия „Цар Борис III”, Ловеч (1942-1945), Втора и Трета мъжка образцова гимназия, София (1946-1949). Главен инспектор по рисуване в Министерството на народната просвета (1949-1950).
Преподавател, доцент, професор и заместник-ректор на Националната художествена академия (1951-1969). Съветник в Комитета за култура.
Автор на портрети, пейзажи, натюрморти, скулптури, монументална керамика, стенописи, фигурални композиции. Неговите картини „Кубрат и синовете му“ и „Трима срещу триста“ последователно са експонирани в централния олтар на Мъжка гимназия „Цар Борис III”, Ловеч. Паметни са и неговите картини „Селски бунт“ и „Кръвен данък“.
През 2008 г. софийската галерия „Лоранъ“ представя изложба „Непознатия Борис Данков“. Включва събрани, систематизирани и атрибуирани акварелни творби. Рисувани са с любов към природата и родния край. Сред тях е открояват: „Стария Ловеч“, „Гора край реката“, „Тетевенскя балкан“, „Натюрморт“ и др.